# 視空間認知障害
視空間認知障害（しくうかんにんちしょうがい、impaired visuospatial ability）とは視力が障害されていないにもかかわらず、顔や物品の認識や物品を見つける能力の障害、簡単な道具の操作や着衣の能力の障害があることである。いずれの障害もアルツハイマー型認知症でよく認められる症状である。またレビー小体型認知症や後部皮質萎縮症（posterior cortical atrophy,PCA）でも認められる。

## アルツハイマー型認知症と視空間認知障害
典型的なアルツハイマー型認知症では初期では図形を描くのが下手になり、運転で道に迷うようになる、車の車庫入れができなくなる。中期では物を探すのが難しくなる、後期では簡単な道具の操作と着衣ができなくなるといった症状がありこれを視空間認知障害とよんでいる。

## 神経基盤
アルツハイマー型認知症では頭頂後頭葉の血流低下が視空間認知障害の責任病巣と考えられている。

## 検査
視空間認知障害はMMSEの重なった五角形の模写や立体の模写で検出されることが多い。キツネやハトの手の形の模倣が簡便なスクリーニングといわれている。これは眼前の対象の視空間的な特性をつかんだうえで、それを書き写したり動かしたりするという視空間認知機能の障害に起因し、その障害は構成障害ともよばれる。

## 関連する症状
着衣失行
道順障害
相貌失認